# 新座市
新座市（日语：／ Niiza shi */?）是日本埼玉縣南部的城市，人口約15万6千人。

## 交通

### 鐵路
東武鐵道
- 東上本線：志木站（車站所在地位於新座市）。

東日本旅客鐵道
- 武藏野線：新座站

日本貨物鐵道
- 新座貨物總站（日语：新座貨物ターミナル駅）（所在地西部的一部分位於東京都清瀨市）